# Licenza premio
Licenza premio è un film del 1951 diretto da Max Neufeld.

## Trama
Italia 1950. Due soldati, Domenico (il napoletano) e Pinozzo (il piemontese), devono trovare e portare una cavalla per il loro ufficiale a Roma. La trovano ma alcuni zingari la rubano.

## Rilascio
Il film è uscito in Italia l'8 settembre 1951